# Шарлот Хол (Мериленд)
Шарлот Хол (енгл. Charlotte Hall) насељено је место без административног статуса у америчкој савезној држави Мериленд.

## Демографија
По попису из 2010. године број становника је 1.420, што је 206 (17,0%) становника више него 2000. године.
| Група             | 2000.       | 2010.         |
| Белци             | 916 (75,5%) | 1.091 (76,8%) |
| Афроамериканци    | 245 (20,2%) | 262 (18,5%)   |
| Азијати           | 1 (0,1%)    | 10 (0,7%)     |
| Хиспаноамериканци | 7 (0,6%)    | 25 (1,8%)     |
| Укупно            | 1.214       | 1.420         |